# James Sharples (piłkarz)
James Sharples (ur. ?, zm. ?) – angielski piłkarz, który występował na pozycji napastnika.
Sharples grał między innymi w Manchesterze City. W ciągu trzech lat występów w Division Two wystąpił w 39 meczach i zdobył 20 bramek. Ponadto zagrał w jednym spotkaniu o Puchar Anglii z Preston North End, przegranym przez Manchester City 0:6.